# BBC Three
BBC Three és un canal de televisió de la British Broadcasting Corporation que emet per al Regne Unit a través de satèl·lit, TDT i cable. Va començar les seves emissions el 9 de febrer de 2003 i és considerada la successora de BBC Choice. La programació comença a les 19:00 i acaba a les 04:00 cada nit, ja que comparteix amplada de banda amb CBBC.

## Descripció
A diferència dels seus rivals comercials, el 90% del contingut de BBC Three prové del Regne Unit i d'altres estats membres de la Unió Europea. El 80% és contingut original, cobrint tots els gèneres, des de temes actuals fins sèries dramàtiques, comèdies i animació. A més té un informatiu de seixanta segons creat amb la intenció de poder automatitzar de forma completa l'emissió, evitant haver de realitzar un informatiu de durada variable amb retransmissions en directe.
BBC Three és el canal de televisió orientat al públic juvenil la seva missió és proporcionar "programació innovadora" a un públic objectiu d'espectadors d'entre 16 i 34 anys, aprofitant la tecnologia i el nou talent. A diferència dels seus rivals comercials, el 90% de la producció de BBC Three te l'origen al Regne Unit. Les excepcions notables van ser Family Guy i American Dad, totes dues originàries dels Estats Units. Aquest canal i el canal germà BBC Four també llancen programació ocasional de BBC Sport en desbordament per als altres canals de la BBC.
La BBC Trust va iniciar una consulta pública de 28 dies sobre els plans el 20 de gener de 2015 i va acabar amb una protesta davant Broadcasting House. Com a part de la consulta, es va enviar una carta de 750 noms contra el moviment de la indústria creativa a la BBC Trust, comptant amb el suport de diverses celebritats com Daniel Radcliffe, Aidan Turner, Olivia Colman i Lena Headey.
L'emissora ha emès sèries d'èxit com EastEnders, Little Britain o Torchwood, una sèrie derivada de Doctor Who de Two Pints Of Larger And A Packet Of Crisps.